# David di Donatello 1962
La cerimonia di premiazione della 7ª edizione dei David di Donatello si è svolta il 29 luglio 1962 al teatro antico di Taormina.

## Vincitori
Miglior regista
- Ermanno Olmi - Il posto

Migliore produttore
- Angelo Rizzoli  - Mondo cane (ex aequo)
- Dino De Laurentiis - Una vita difficile (ex aequo)

Migliore attore protagonista
- Raf Vallone - Uno sguardo dal ponte

Migliore attrice straniera
- Audrey Hepburn - Colazione da Tiffany (Breakfast at Tiffany)

Migliore attore straniero
- Anthony Perkins  - Le piace Brahms? (Goodbye Again) (ex aequo)
- Spencer Tracy - Vincitori e vinti (Judgment at Nuremberg) (ex aequo)

Miglior film straniero
- Vincitori e vinti (Judgment at Nuremberg), regia di Stanley Kramer

David Speciale
- Lea Massari, per la sua interpretazione in Una vita difficile e I sogni muoiono all'alba
- Marlene Dietrich, per la sua interpretazione in Vincitori e vinti